# Henry Ragas

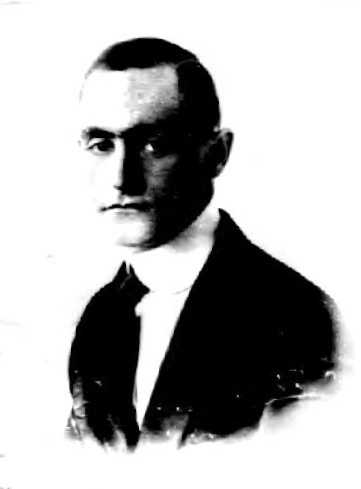
Henry Ragas

Henry Ragas (1 januari 1891 - 18 februari 1919) was een Amerikaans jazz-pianist. Hij componeerde, speelde en nam op met de Original Dixieland Jass Band en is de eerste jazzpianist wiens werk op grammofoonplaat is opgenomen.
Ragas deed in de eerste helft van de jaren tien ervaring op als pianist. In 1916 reisde hij met de band van Johnny Stein naar Chicago, maar verliet deze groep om de Original Dixieland Jazz Band op te richten. De groep was de eerste jazzband die plaatopnames maakte en Ragas speelde op de eerste 21 opnames mee, waaronder die van het door hem gecomponeerde "Bluin' the Blues". Andere opnames waren er van "Tiger Rag" en "Clarinet Marmelade", nummers die tot de meest invloedrijke opnames in de geschiedenis van de jazz zijn. Ragas met de groep beïnvloedde latere jazzgroepen in de jaren twintig en dertig.
De pianist overleed tijdens de Spaanse griep epidemie van 1919.
- Biblioteca Nacional de España: XX5158148
- Gemeinsame Normdatei: 1114321966
- International Standard Name Identifier: 0000 0000 4664 278X
- Library of Congress Control Number: no2001055178
- MusicBrainz: e6eb2fc1-9594-4ac6-873c-c709bc1f0882
- Nationale Bibliotheek van Tsjechië: jo20241241951
- Istituto Centrale per il Catalogo Unico: DDSV007768
- Trove: 1599982
- Virtual International Authority File: 46414415
- WorldCat: E39PBJdRy9FfbxbdwpBV9Bwgrq